# Pinillos (Colombia)
Pinillos è un comune della Colombia facente parte del dipartimento di Bolívar.
Il centro abitato venne fondato da un gruppo di coloni nel 1714, mentre l'istituzione del comune è del 23 ottobre 1848.